# Ellinger
Ellinger város az USA Texas államában, Fayette megyében. Lakosainak száma 203 fő (2021).

## Népesség
A település népességének változása:

| 1950 | 223 |
| 2021 | 203 |